# Matrice stocastica
In matematica una matrice stocastica è una matrice quadrata usata per descrivere le probabilità di transizione di un processo markoviano, e quindi chiamata anche matrice delle probabilità, matrice di transizione o matrice markoviana. La matrice è costituita da elementi non negativi che rappresentano una probabilità, pertanto su ogni riga, o su ogni colonna, la somma degli elementi è uguale a uno. Una matrice che sia stocastica sia riguardo alle proprie righe che alle colonne, ossia se la somma degli elementi su ogni riga e su ogni colonna è uguale a 1, viene detta matrice bistocastica o matrice doppiamente stocastica. 

## Definizione
La matrice di transizione per un processo markoviano discreto è la matrice generata dalle probabilità di transizione in {\displaystyle k} passi:
{\displaystyle \mathbf {P} _{n}^{(k)}:={\begin{bmatrix}P_{0,0}^{n,k}&\cdots &P_{0,N}^{n,k}\\\vdots &\ddots &\vdots \\P_{N,0}^{n,k}&\cdots &P_{N,N}^{n,k}\end{bmatrix}}}
dove {\displaystyle N} è la cardinalità dell'insieme degli stati e {\displaystyle n} è l'istante attuale. Costituisce quindi una variante della matrice delle adiacenze per i grafi semplici.

## Proprietà
Le proprietà delle matrici delle probabilità di transizione derivano direttamente dalla natura degli elementi che le compongono. Infatti, osservando che gli elementi della matrice sono delle probabilità, essi devono avere un valore compreso tra 0 e 1. Inoltre, pensando al significato di ogni elemento e al fatto che una catena di Markov deve trovarsi sempre in uno tra gli stati ammissibili, risulta evidente che la somma, fatta sugli stati di arrivo, delle probabilità di transizione da uno stato {\displaystyle i}, in un qualsiasi numero {\displaystyle k} di passi, debba essere unitaria:
{\displaystyle \sum _{j\in S}P_{i,j}^{n,k}=1,}
dove con {\displaystyle S} è stato indicato l'insieme degli stati ammissibili per la catena di Markov. Quindi la matrice delle probabilità di transizione risulta essere una matrice in cui la somma degli elementi di ogni riga è unitaria.
Un altro risultato molto importante è il fatto che la matrice delle probabilità di transizione in {\displaystyle k} passi può essere calcolata agevolmente da quelle ad un passo mediante la produttoria delle matrici delle probabilità di transizione in un passo:
{\displaystyle \mathbf {P} _{n}^{(k)}=\prod _{l=1}^{k}\mathbf {P} _{n+l}^{(1)}.}
Le matrici stocastiche sono un insieme chiuso rispetto al prodotto di matrici, cioè il prodotto di due matrici stocastiche è ancora una matrice stocastica.
Nel caso semplificato dei processi di Markov omogenei, nei quali la dipendenza dal tempo sparisce, la matrice delle probabilità di transizione in {\displaystyle k} passi si ottiene come elevamento alla {\displaystyle k}-esima potenza della matrice delle probabilità di transizione ad un passo.